# Esra Yıldız
Esra Yıldız (Nevşehir, 4 de julho de 1997) é uma pugilista turca.

## Carreira
Yıldız nasceu em Nevşehir, Turquia, em 4 de julho de 1997. Depois de concluir o ensino médio no Altınyıldız College em Nevşehir em 2015, ela ingressou na Universidade Nevşehir Hacı Bektaş Veli para estudar Educação Física e Esporte, graduando-se em 2019.
Yıldız começou a lutar boxe no Nevşehir Gençlik Sports Club em 2010. Em 2012, ela participou do Campeonato da Turquia realizado em Kayseri. Ela se tornou campeã na divisão de 57 kg. Após sua vitória, ela foi admitida na seleção nacional da Turquia. Ela estreou internacionalmente no Campeonato Europeu de Boxe de Cadetes e Juniores de 2012 em Władysławowo e ganhou a medalha de bronze na divisão de -57 kg. Em junho de 2013, ela participou do VII Campeonato Europeu de Boxe Juvenil e Júnior Feminino da EUBC 2013 em Keszthely e conquistou a medalha de ouro na divisão júnior de 60 kg. No mesmo ano, ela levou a medalha de prata no evento júnior de 60 kg no Campeonato Mundial de Boxe Feminino Júnior/Juvenil da AIBA realizado em Albena.
Nos Jogos Olímpicos de Verão de 2024, em Paris, conquistou a medalha de bronze na disputa de peso pena (até 57 kg).